# AQUOS CRYSTAL X
AQUOS CRYSTAL X（アクオス クリスタル エックス）は、シャープによって開発された、ソフトバンクモバイルの第3.9世代移動通信システム、Hybrid 4G LTE（SoftBank 4G／SoftBank 4G LTE）端末である。SoftBank スマートフォンシリーズのひとつ。OSはAndroid 4.4を搭載している。モデル番号は402SH。

## 概要
AQUOS CRYSTALの上位機種にあたる。必要最低限の性能だけを備えたAQUOS CRYSTALと異なり、こちらはワンセグやおサイフケータイといった日本独自機能に対応している。また、CPUはAQUOS CRYSTALがSnapdragon 400を採用しているのに対し、こちらはSnapdragon 801を採用している。
ただし、赤外線通信・フルセグ放送の受信には対応しておらず、防水・防塵性能も搭載していない。従って、同じCPUを搭載するAQUOS Xx 304SHに対してスペックダウンした部分も少なくない。ただし、VoLTEに対応している。。
なお本機は、ワイモバイルブランドからも、リメイクされて『AQUOS CRYSTAL Y』として2015年7月に販売されている。
CRYSTAL Xと同じ「402SH」という機番なので、認証通過の必要がなく2015年5月1日以後の発売機種に当てはまらないとされ、SIMロック解除の対象外仕様になっている。

## その他機能
| 主な対応サービス       | 主な対応サービス   | 主な対応サービス             | 主な対応サービス                                       |
| ---------------------- | ------------------ | ---------------------------- | ------------------------------------------------------ |
| タッチパネル           | FHD液晶 5.5インチ  | フルブラウザ                 | VoLTE対応 Hybrid 4G LTE (SoftBank 4G／SoftBank 4G LTE) |
| バッテリー容量 2610mAh | テザリング         | WiFi                         | GPS                                                    |
| 1310万画素カメラ       | ワンセグ／フルセグ | デジタルオーディオプレーヤー | おサイフケータイ／NFC                                  |
| Bluetooth              | 赤外線通信         | 緊急速報メール               | 防水／防塵                                             |

## 歴史
- 2014年8月18日 - ソフトバンクモバイルより発表。
- 2014年12月13日 - 予約開始[4]。
- 2014年12月19日 - 発売開始。
- 2015年7月9日 - ワイモバイルより発表・発売開始（AQUOS CRYSTAL Y 402SH）。
- 2015年12月 - 公式サイトと販売カタログより削除（販売停止）。